# 本舒德
36°51′44″N 3°52′50″E / 36.86222°N 3.88056°E

本舒德（阿拉伯语：‎），是阿爾及利亞的城鎮，位於該國北部布米爾達斯省，由代利斯區負責管轄，處於阿爾及爾以東約93公里，海拔高度26米，2008年人口9,985。